# Chabacano (stanice metra v Ciudad de México)
Chabacano je přestupní stanice metra v Ciudad de México. Nachází se jižním směrem od náměstí Zócalo, jen tři stanice daleko, ve čtvrti Cuauhtémoc. Nedaleko ní se také nachází náměstí Calzada de Tlalpan. Je významným přestupním bodem; kříží se tu tři linky (2, 8 a 9).
Název stanice pochází od meruněk, které v této oblasti rostly v dobách ještě před rozšířením metropole směrem k řece Río de la Piedad. Symbol stanice tvoří rovněž meruňka v bílé barvě, podklad již tradičně tvoří barvy tří zde křížících se linek.
Stanice má tři nástupiště, umístěné všechny na jedné úrovni. Takové rozložení stanice bylo poprvé použito v Barceloně, v Ciudad de México se uplatnilo nakonec také. Stanice Chabacano slouží cestujícím od 1. srpna 1970. Aby byla upozaděna syrovost celé konstrukce stanice a zvýšena její estetičnost, byly na některé stěny umístěny malby a mozaiky.